# Affricata retroflessa sorda
L'affricata retroflessa sorda è una consonante, usata in alcune lingue parlate. È rappresentata con il simbolo [ʈ͡ʂ], o talvolta [tʂ] nell'IPA.

## Caratteristiche
La consonante [ʈ͡ʂ] presenta le seguenti caratteristiche:
- Il suo modo di articolazione è affricato, perché questo fono è dovuto alla sequenza di una fase occlusiva e di una fase fricativa.
- Il suo luogo di articolazione è retroflesso (o cacuminale) poiché la punta della lingua è arricciata all'indietro, posteriormente a una normale alveolare.
- È una consonante sorda, in quanto tale suono viene prodotto senza l'intervento vibratorio delle corde vocali.
- È una consonante orale, poiché l'aria fuoriesce solamente dalla bocca.
- È una consonante centrale poiché l'aria fuoriesce centralmente e non ai lati.
- È una consonante polmonare perché interessata da emissione di aria.

## Occorrenze

### In italiano
In italiano tale fono non è presente.

### In polacco
In polacco tale fono è presente ad esempio nella parola czas "tempo" [ˈʈ͡ʂäs̪].

### In russo
In russo tale fono si trova nei dialetti al confine con la Bielorussia. Si presenta ad esempio nella parola кирпич "mattone" [kɪrˈpɪt͡ʂ].

### In serbo-croato
In serbo-croato tale fono si presenta come un allofono di [t͡ʃ]. Si ritrova ad esempio nel termine čep "sughero" [ʈ͡ʂe̞p].

### In cinese
In cinese tale fono si presenta nella varietà mandarina. Ad esempio si trova nella parola 中文 Zhōngwén "lingua cinese" [ʈ͡ʂʊŋ˥ u̯ən˧˥].